# Златното магаре
Метаморфозите на Апулей, които Августин Хипонски нарича Златното магаре (лат. Asinus aureus),  е единственият древноримски роман на латински език, оцелял в своята цялост. 
Главният герой на романа е Луций.  В края на романа се разкрива, че той е от Мадавър,  родния град на самия Апулей. Сюжетът се върти около любопитството (лат. curiositas) на главния герой и ненаситното му желание да види и практикува магия. Докато се опитва да направи заклинание за превръщане в птица, той случайно се превръща в магаре. Това води до едно дълго пътуване, буквално и метафорично, изпълнено с вмъкнати истории. Най-накрая намира спасение чрез намесата на богинята Изида, към чийто култ се присъединява.

## Произход
Датата на съставяне на Метаморфозите е несигурна. По различни начини е разглеждан от учените като младежко произведение, предшестващо Апологията на Апулей от 158 – 159 г., или като кулминацията на неговата литературна кариера и може би чак през 170-те или 180-те години.  Апулей адаптира историята от гръцки оригинал, за което се казва, че името на автора е иначе неизвестно „Луций от Патра“, също името на главния герой и разказвач. 
Този гръцки текст от Луций от Патра е изгубен, но има Луций, или Магарето (на старогръцки: Λούκιος ἢ ὄνος , Loukios ē onos), подобна история със спорно авторство, традиционно приписвана на писателя Лукиан, съвременник на Апулей. Този оцелял гръцки текст изглежда е съкращаване или олицетворение на текста на Луций от Патра. 

## Ръкописи
Метаморфозите са оцелели в около 40 ръкописа, всички или почти всички от които са потомци на кодекс Laurentianus 68.2 (наричан още F в критичните апарати), съществуващ ръкопис от 11-ти век, произведен в Монте Касино. Редакторите на текста следователно са видели като своя цел да приложат текстова критика към този конкретен ръкопис, като пренебрегват останалото, освен случайни консултации. Текстът се характеризира с редица нестандартни изписвания, по-специално честата замяна на латинските букви b и v . 

## Сюжет

### Книга първа
Прологът установява публика и говорител, който се определя според местоположението, образованието, професията и родството си с философите Плутарх и Секст от Херонея. Разказвачът пътува до Тесалия по работа. По пътя той се натъква на Аристомен и неназован пътник. Неназованият пътешественик отказва да повярва на историята на Аристомен. Разказвачът обижда неназования пътник и разказва кратка история за гълтач на мечове. Той обещава на Аристомен безплатен обяд, ако преразкаже разказа му. Разказвачът вярва на приказката на Аристомен и става все по-нетърпелив да научи за магията. Разказвачът пристига в Хипата, където остава с Мило, приятел и скъперник, и съпругата му Памфила. Фотис, слугиня в домакинството на Мило, отвежда разказвача до баните, след което разказвачът отива на пазара. Там той купува риба и се натъква на стария си приятел Питеас, който сега е служител на пазара. Питей разкрива името на разказвача като Луций. Питей казва, че Луций е надплатил за рибата и унижава търговеца на риба, като тъпче рибата. Луций се връща в къщата на Майло, гладен и с празни ръце. Мило разпитва Луциус за живота му, приятелите и скитанията му, което Луциус се отегчава. Луций си ляга гладен.

### Книга втора
На следващата сутрин Луциус се среща с леля си Бирена в града и тя го отвежда у дома и го предупреждава, че съпругата на Майло е зла вещица, която иска да убие Луциус. Луциус обаче се интересува сам да стане вещица. След това се връща в къщата на Мило, където прави любов с Фотис. На следващия ден Луций отива в дома на леля си за вечеря и там среща, който разказва своята история за това как вещици са отрязали носа и ушите му. След хранене Луций пиян се връща в къщата на Мило по тъмно, където среща трима разбойници, които убива, преди да се оттегли в леглото.

### Книга трета
На следващата сутрин Луций е внезапно събуден и арестуван за убийството на тримата мъже. Даден е на съд, където непрекъснато му се присмиват и се водят свидетели срещу него. Тъкмо се канят да обявят вината му, когато вдовицата изисква да изнесат труповете; но когато се разкриват трите тела на убитите, те се оказват надути мехове. Оказва се, че това е била шега, изиграна от града за сметка на Луций, за да отпразнуват годишния си Фестивал на смеха. По-късно същия ден Луций и Фотис гледат как съпругата на Мило извършва магьосничеството си и се трансформира в птица. Желаейки да направи същото, Луций моли Фотис да го трансформира, но тя случайно го превръща в магаре, в който момент Фотис му казва, че единственият начин да се върне в човешкото си състояние е да изяде една свежа роза. Тя го поставя в конюшнята за през нощта и обещава да му донесе рози на сутринта, но през нощта къщата на Майло е нападната от банда крадци, които открадват магарето Луциус, натоварват го с плячката си и си тръгват с него.

### Книга четвърта
По време на прекъсване на пътуването си с бандитите, задникът Луциус тръгва към градината, за да дъвче нещо, което изглежда като рози (но всъщност са отровни лаврови растения), когато е бит от градинаря и преследван от кучета. Крадците го връщат и той е принуден да тръгне с тях; те говорят за това как техният лидер Трасилей е бил убит, докато е бил облечен като мечка. Крадците също така отвличат богата млада жена, Чарите, която е настанена в пещера с магарето Луциус. Шарите започва да плаче, така че възрастна жена, която е в съюз с крадците, започва да ѝ разказва историята за Купидон и Психея.
Психея е най-красивата жена на земята и Венера ревниво организира унищожаването на Психея, като нарежда на сина си Купидон да уреди тя да се влюби в безполезен нещастник. Оракул казва на родителите на Психея да я изложат на планински връх, където тя ще стане булка на могъщо, чудовищно същество. Психея е оставена на планината и отнесена от лек вятър.

### Книга пета
Възрастната жена продължава да разказва историята за Купидон и Психея. Купидон, синът на Венера, тайно защитава Психея; Купидон става мистериозен съпруг на Психея, който е невидим за нея през деня и я посещава само през нощта. Ревнивите сестри на Психея събуждат нейното любопитство и страх относно самоличността на нейния съпруг; Психея, против заповедите на Купидон, го гледа на светлината на лампата, която събужда Купидон; Купидон изоставя Психея, която се скита в търсене на него и отмъщава на злите си сестри.

### Книга шеста
Възрастната жена завършва разказа на историята за Купидон и Психея, тъй като Психея е принудена да изпълнява различни задачи за Венера (включително поръчка до подземния свят) с помощта на Купидон и набор от приятелски настроени същества и най-накрая се събира отново със съпруга си. Тогава Юпитер превръща Психея в богиня. Това е краят на приказката. Магарето Луций и Харите бягат от пещерата, но са хванати от крадците и осъдени на смърт.

### Книга седма
На крадците се явява мъж, който обявява, че е известният крадец Хемус Тракиецът, който им предлага да не убият пленниците, а да ги продават. По-късно Хемус се разкрива тайно на Харит като нейния годеник Тлеполем и напива всички крадци. Докато спят, той ги убива до един. Тлеполем, Харите и магарето избягват необезпокоени обратно към града. Когато пристигат, магарето е поверено на ужасно момче, което го измъчва, но по-късно момчето е убито от (женска) мечка. Вбесена, майката на момчето планира да убие магарето.

### Книга осма
Един мъж пристига в дома на майката и обявява, че Тлеполем и Харит са мъртви, причинени от интрига на злия Трасил, който иска Харит да се омъжи за него. След като чуват новината за смъртта на господаря си, робите бягат, отнасяйки със себе си магарето Луций. Голямата група пътуващи роби е сбъркана с банда разбойници и нападната от земеделци работещи за богато имение. Няколко други злополуки сполетяват пътниците, докато стигнат до едно село. Луций като разказвач често се отклонява от сюжета, за да разкаже няколко изпълнени със скандали истории, за които научава по време на пътуването си. Луций в крайна сметка е продаден на жрец на Гал от Кибела. На него е възложено да носи статуята на Кибела на гърба си, докато той следва групата свещеници при обиколките им, които извършват екстатични ритуали в местните ферми и имения за милостиня. Докато участват в непристойна дейност с местно момче, групата свещеници е открита от мъж, който търси откраднато магаре, който бърка ревът на Луций с този на собственото му животно. Свещениците бягат в нов град, където са добре приети от един от неговите почетни граждани. Те се готвят да вечерят, когато неговият готвач разбира, че месото, което е трябвало да сервира, е откраднато от куче. Готвачът, по предложение на жена си, се готви да убие Луций, за да сервира месото му вместо това.

### Книга девета
Преждевременното бягство на Луций от готвача съвпада с нападение от бесни кучета и дивото му поведение се приписва на техните вирусни ухапвания. Мъжете го барикадират в стая, докато се реши, че вече не е заразен. Бандата на Гали в крайна сметка събира багажа и си тръгва.
Разказът е прекъснат от Приказката за ваната на съпругата.
Скоро след това Галите са посетени от въоръжен отряд, който ги обвинява в кражба от селския им храм и впоследствие са задържани (с върнати съкровища). Луций е продаден на работна ръка, карайки мелнично колело на пекар. Луций, макар и да се оплаква от труда си на магаре, осъзнава, че това състояние му е позволило да чуе много нови неща с дългите си магарешки уши.
„Приказката за Ревнивия Съпруг“ и „Приказката за Жената на Тепавеца“ отбелязват прекъсване в разказа. Темата на двете междинни истории е прелюбодейството и текстът следва по подходящ начин прелюбодейството на жената на хлебаря и последвалото убийство на хлебаря.
След това магарето Луций е продадено на търг на фермер. Тук е разказана Приказката за Потискащия Земевладелец. Фермерът надлежно напада легионер, който се нахвърли върху магарето му, Луций, но той е разкрит и хвърлен в затвора.

### Книга десета
Луций влиза във владение на легионера и след като се настанява при декурион, Луций разказва Приказката за Жена-убийца. След това е продаден на двама братя, сладкар и готвач, които се отнасят мило с него. Когато излизат, той тайно се наяжда от храната им. Първоначално източник на неприятности, когато бива установено, че магарето стои зад изчезващата храна, става повод за присмех и празненство.
Отново той е продаден и е научен на много забавни трикове. Слухът се разпространява и голяма слава идва на магарето и неговия господар. Така се случва, една жена е толкова влюбена в страничното магаре, че подкупва неговия пазач и отвежда магарето Луций в леглото си. След това Луций бива планиран да прави секс на арената с многократна убийца, преди тя да бъде изядена от диви зверове; Приказката за ревнивата съпруга разказва нейната предистория.
След постановяване на присъдата на Парис и кратко отклонение във философията и корупцията, идва времето Луций да направи дългоочакваната си поява. В последния момент той решава, че съвкуплението с такава зла жена би било отвратително за него и освен това дивите зверове вероятно биха го изяли заедно с нея; и така той бяга в Кенхрея, за да подремне на плажа.

### Книга единадесета
Луций се събужда в паника по време на първата стража на нощта. Смятайки, че съдбата е приключила да го мъчи, той се възползва от възможността да се пречисти чрез седем последователни потапяния в морето. След това той отправя молитва към Небесната царица за връщането му в човешка форма, цитирайки всички различни имена, с които богинята е известна на хората навсякъде (Венера, Церера, Диана, Прозерпина и т.н.).). Небесната царица му се явява във видение и му обяснява как може да се върне в човешка форма, като изяде короната от рози, която ще държи един от нейните свещеници по време на религиозна процесия на следващия ден. В замяна на изкуплението си Луций се очаква да бъде посветен чрез Navigium Isidis (религиозен фестивал) в жречеството на Изида, като Изида е истинското име на Небесната кралица. Луций следва нейните инструкции и е върнат в човешка форма и накрая е посветен в нейното свещеничество.
След това Луций е изпратен в дома на предците си Рим, където продължава да се покланя на Изида под местното име Кампенсис. След известно време той отново е посетен от богинята, която отново говори за мистерии и свещени ритуали, които Луций разбира като заповед да бъде посветен в мистериите на Изида. Той така и прави.
Малко след това той получава трето видение. Въпреки че е объркан, богът му се явява и го уверява, че е много благословен и че трябва да стане отново посветен, за да може да се моли и в Рим.
Историята завършва с богинята Изида, която се явява на Луций и заявява, че той ще се издигне до видна позиция като юрист и че ще бъде назначен в Колегията на Пастофори („носител на светилище“, от Старогръцки език παστοφόρος), за да може да служи на мистериите на Озирис и Изида. Луций е толкова щастлив, че се разхожда свободно, разкривайки плешивата си глава.

## Вмъкнати истории
Подобно на други пикарски романи, Златното магаре включва няколко по-кратки истории, разказани от герои, срещани от главния герой. Някои действат като независими разкази, докато други се преплитат с развитието на сюжета на оригиналния роман.

### Разказът на Аристомен
В началото на Първа книга Луций среща двама мъже, които спорят по пътя за истинността на историята на единия. Луций се интересува и предлага на разказвача безплатен обяд като отплата неговата история.
Аристомен отива по работа за сирене и се натъква на приятеля си Сократ, който е разчорлен и отслабнал. Аристомен облича Сократ и го отвежда в банята. Аристомен укорява Сократ, че е напуснал семейството си. Докато обядват, Сократ разказва за аферата си с Мерое. Сократ казва на Аристомен, че Мерое е грозна вещица, която превръща бившите си любовници в доста нещастни животни. Аристомен не вярва на приказката на Сократ, но въпреки това се страхува. Аристомен барикадира вратата и двамата си лягат. Посред нощ Мерое и Пантия нахлуват, разрязват Сократ, източват кръвта му, изтръгват сърцето му и го заменят с гъба. Преди да си тръгнат, те уринират върху Аристомен. Вещиците пощадяват Аристомен, защото искат той да погребе Сократ в земята. Аристомен се страхува, че ще бъде обвинен за смъртта на приятеля си и се опитва да се обеси, но комично е спрян, когато се оказва, че въжето е твърде изгнило, за да издържи тежестта му. На сутринта Сократ се събужда и всичко изглежда нормално. Те продължават да пътуват и стигат до поток, където Сократ се навежда, за да пие, което кара гъбата да падне и той да умре. Аристомен погребва Сократ в земята и след това продължава по пътя си.

### Приказката на Телифрон
Във втора книга Телифрон колебливо разказва история, поискана на вечеря, която преди е била популярна сред приятелите му:
Докато е студент в университета, Телифрон участва в много скитания и накрая остава без средства. В Лариса той се натъква на предлагане на голяма сума, за да пази труп през нощта. Телифрон е смаян и пита дали мъртвите са свикнали да бягат в Лариса. Когато той го пита, гражданин го критикува и казва на Телифрон да не се подиграва на задачата и го предупреждава, че вещиците с промяна на формата са доста често срещани в района, като използват парчета човешка плът, за да подхранват заклинания. Телифрон поема работата срещу хиляда драхми и е предупреден да остане много нащрек през цялата нощ. Вдовицата отначало се колебае, като прави инвентаризация на непокътнатите части на тялото. Телифрон иска храна и малко вино, на което тя веднага отказва и го оставя с лампа за през нощта. А невестулката влиза в стаята и Телифрон, уплашен от появата ѝ, бързо я изгонва, след което заспива дълбоко. На зазоряване Телифрон се събужда и се втурва към тялото в стаята; за негово облекчение той намира тялото непокътнато. Вдовицата влиза и призовава Телифрон да бъде платен, доволна от непокътнатия труп. Благодарейки на вдовицата, Телифрон внезапно е нападнат от тълпата и се измъква на косъм. Той става свидетел как старейшина на града се приближава отчаяно до жителите на града и твърди, че вдовицата е отровила съпруга си, за да прикрие любовна афера. Вдовицата протестира и уж симулира тъгата си, а некромант е призован да върне починалия за единственото наистина надеждно свидетелство. Трупът се събужда и потвърждава вината на вдовицата. След това трупът продължава да говори и благодари на Телифрон за неприятностите му; през нощта вещиците влязоха като малки животни и започнаха да викат трупа и да го събудят. По случайност Телифрон беше едновременно името на трупа и на пазача. Следователно вещиците крадат парчета от ушите и носа му, вместо от трупа. Вещиците умело заменят липсващата плът с восък, за да забавят откриването. Телифрон докосва носа и ушите си, за да открие, че восък пада от мястото, където някога са били в тълпата. Тълпата се смее на унижението на Телифрон.

### Приказка за Купидон и Психея
В книга четвърта възрастна жена разказва историята, за да утеши пленниците на бандитите. Историята продължава в пета и шеста книга.
Психея, най-красивата жена в света, е обект на завиждане от семейството си, както и от Венера. Оракул на Венера изисква тя да бъде изпратена на планински връх и да се омъжи за убийствен звяр. Изпратен от Венера да я унищожи, Купидон се влюбва и я отвежда в своя замък. Там тя е инструктирана никога да не иска да види лицето на съпруга си, който я посещава и прави любов в тъмната нощ. В крайна сметка Психея желае да види сестрите си, които ревниво изискват тя да се стреми да открие самоличността на съпруга си. Същата нощ Психея открива, че съпругът ѝ е Купидон, докато той спи, но случайно го е изгорила с маслената си лампа. Вбесен, той лети към небето и я оставя прогонена от нейния замък. В опит за изкупление Психея търси храма на Венера и се предлага за робиня. Венера възлага на Психея четири невъзможни задачи. Първо ѝ е заповядано да сортира голям хълм от смесени зърна. От съжаление много мравки ѝ помагат да изпълни задачата. След това ѝ е заповядано да вземе вълната от опасната златна овца. А речният бог помага на Психея и ѝ казва да събере кичури вълна от близките бодливи храсти. След това Венера иска вода от цепнатина високо извън обсега на смъртните. Орел събира водата за Психея. След това от Психея се изисква да потърси малко красота от Прозерпина, кралицата на подземния свят. Опитвайки се да се самоубие, за да стигне до подземния свят, Психея се изкачва на голяма кула и се подготвя да се хвърли долу. Кулата говори и учи Психея на пътя на подземния свят. Психея прибира красавицата в кутия и, надявайки се да получи одобрението на съпруга си, отваря кутията, за да я използва малко. Тя е поставена в кома. Купидон я спасява и моли Юпитер да стане безсмъртна. Психе получава Амброзия и двамата са обединени завинаги.
Историята е най-известната от тези в Златното магаре и често се появява или се споменава директно в по-късна литература.

### Приказка за Ваната на Съпругата
По време на посещение в странноприемница в книга девета, ковач разказва анекдот относно измамата на жена му:
През деня, съпругът ѝ отсъства от работата си, жената на ковача е въвлечена в прелюбодеяние. Един ден обаче ковачът, свършил работата си доста по-рано, се връща у дома преждевременно – очевидно за голям ужас на жена му. Паникьосана, невярващата жена крие любовника си в стара вана. След като погълна усилията на съпругата си да отвлече вниманието, които приемат формата на горчиви упреци, че връщането му толкова рано предвещава мързел, който може само да влоши бедността им, ковачът обявява, че е продал ваната за шест драхми; на това съпругата му отговаря, като казва, че всъщност вече го е продала за седем и е изпратила купувача във ваната да го прегледа. Появявайки се, любовникът се оплаква, че предполагаемата му покупка се нуждае от подходящо изтъркване, ако иска да сключи сделката, така че рогоносецът взема свещ и обръща ваната, за да я почисти отдолу. Тогава хитрата прелюбодейка лежи на върха на ваната и докато любовникът ѝ ѝ доставя удоволствие, инструктира нещастния си съпруг къде да приложи енергията си. Ако това не е достатъчно, накрая се налага сам да достави ваната до дома на любовника.

### Приказката за Ревнивия Съпруг
В Деветата книга жената на пекар с лоша репутация е посъветвана от „доверена“ жена да внимава при избора на любовника си, като ѝ се предлага да намери такъв с много силно тяло и воля. Тя разказва историята на един от предишните приятели на съпругата си в училище:
Барбарус, властен съпруг, е принуден да замине в командировка и нарежда на своя роб, Мирмекс, да наблюдава внимателно съпругата му, Арете, за да се увери, че е вярна през времето, в което той е отсъствал. Барбарус казва на Мирмекс, че всеки провал ще доведе до неговата смърт. Мирмекс е толкова уплашен, че не изпуска Арете от поглед. Външният вид на Арете обаче очарова Филеситер, който се заклева да направи всичко, за да спечели любовта ѝ. Филеситер подкупва Мирмекс с тридесет златни монети и обещанието за защитата му, защото му позволява да прекара нощ с Арете. Обсебен от златото, Мирмекс доставя съобщението на Арете и Филеситер плаща на Мирмекс още десет части. Докато Арете и Филеситер правят любов, Барбарус се завръща, но е заключен извън къщата. Филезитер си тръгва набързо, оставяйки обувките си. Барбарус не забелязва странните обувки до сутринта, в който момент той оковава ръцете на Мирмекс и го влачи из града, крещейки, докато търси собственика на обувките. Филеситер забелязва двамата, притичва и с голяма увереност изкрещява на Мирмекс, обвинявайки го, че е откраднал обувките му. Барбарус оставя Мирмекс да живее, но го бие за „кражбата“.

### Приказката за Жената на Тепавеца
В книга девета жената на пекаря се опитва да скрие любовника си от съпруга си и го забавлява с историята на съпруга си за тепавеца:
Докато се прибира с Пекаря за вечеря, тепавеца прекъсва любовната игра на жена си с любовник. Тя трескаво се опитва да скрие любовника си в клетка за сушене на тавана, скрита от висящи дрехи, напоени със сяра. Любовникът започва да киха, като първоначално тепавеца казва „наздраве“ на жена си. След няколко кихания, тепавеца става и обръща клетката, за да открие любовника, който се крие. Тепавеца бива убеден от Пекаря да не пребива младия мъж до смърт, който посочва, че младият мъж скоро ще умре и без това от серните изпарения, ако бъде оставен в клетката. Фулърът се съгласява и връща любовника в клетката.
Приказката се използва за противопоставяне на по-ранната история, разказана на съпругата на Пекаря за голяма подозрителност и бързи преценки на характера от нейната „леля“, с прекалено наивните описания на подлите хора от нейния съпруг.

### Приказка за ревнивата жена
В Десета книга жена, осъдена на публично унижение с Луций, му разказва престъпленията си:
Мъж тръгва на пътешествие, оставяйки бременната си жена и невръстния си син. Той заповядва на жена си, че ако роди дъщеря, детето да бъде убито. Детето наистина е дъщеря и в съжаление майката убеждава бедните си съседи да я отгледат. Дъщеря ѝ израства в неведение за произхода си и когато достига брачна възраст, майката казва на сина си да предаде зестрата на дъщеря си. Синът започва подготовка да омъжи момичето за свой приятел и я пуска в дома си под прикритието, че е сираче за всички, освен за двамата. Съпругата му обаче не знае, че момичето му е сестра и вярва, че той я държи като любовница. Съпругата му открадва пръстена с печат на съпруга си и посещава селския им дом, придружен от група роби. Тя изпраща роб с печата да вземе момичето и да го заведе в провинциалния дом. Момичето, осъзнаващо, че съпругът е неин брат, реагира незабавно и при пристигането си в селския дом е бичувано от робите на съпругата и умъртвено с факла, поставена „между бедрата ѝ“. Братът на момичето приема новината и се разболява тежко. Осъзнавайки подозренията около нея, съпругата му моли корумпиран лекар за незабавна отрова. Придружена от лекаря, тя носи отровата на съпруга си в леглото. Намирайки го заобиколен от приятели, тя първо подмамва доктора да пие от чашата, за да докаже на съпруга си, че напитката е доброкачествена, и му дава остатъка. Неспособен да се върне у дома навреме, за да потърси противоотрова, докторът умира, разказвайки на жена си какво се е случило и поне да вземе плащане за отровата. Вдовицата на лекаря иска плащане, но първо предлага на съпругата остатъка от колекцията от отрови на съпруга си. След като установява, че дъщеря ѝ е най-близък роднина на съпруга ѝ по отношение на наследството, жената приготвя отрова както за вдовицата на лекаря, така и за дъщеря си. Вдовицата на лекаря разпознава рано симптомите на отровата и се втурва към дома на губернатора. Тя разказва на губернатора за всички свързани убийства и умира. Съпругата е осъдена на смърт от диви зверове и на публично сношение с магарето Луций.

### Финална книга
В последната книга тонът рязко се променя. Доведен до отчаяние от магарешката си форма, Луций призовава за божествена помощ и получава отговор от богинята Изида. Нетърпелив да бъде посветен в мистериозния култ към Изида, Луций се въздържа от забранени храни, къпе се и се пречиства. След това му се обясняват тайните на книгите на култа и се разкриват допълнителни тайни, преди да премине през процеса на посвещение, който включва изпитание от елементите в пътуване до подземния свят. След това Луций е помолен да потърси посвещение в култа към Озирис в Рим и в крайна сметка бива посветен към пастофорите, група свещеници, които служат на Изида и Озирис. 

## Преглед
Текстът е предшественик на литературния жанр на епизодичния пикаресков роман, в който са следвали Франсиско де Кеведо, Франсоа Рабле, Джовани Бокачо, Мигел де Сервантес, Волтер, Даниел Дефо и много други. Това е въображаема, непочтителна и забавна творба, която разказва за нелепите приключения на един Луций, мъжествен млад мъж, който е обсебен от магия. Озовавайки се в Тесалия, „родното място на магията“, Луций нетърпеливо търси възможност да види как се използва магията. Прекаленият му ентусиазъм води до случайното му превръщане в магаре. Под тази маска Луций, член на римската селска аристокрация, е принуден да стане свидетел и да сподели мизерията на роби и лишени свободни хора, които са сведени, подобно на Луций, до нищо повече от товарни животни от експлоатацията им от ръцете на богатите собственици на земя.
Златното магаре е единственото оцеляло литературно произведение от древния гръко-римски свят, което разглежда от първа ръка отвратителното състояние на по-ниските класи. Но въпреки сериозната си тема, романът остава богат на въображение, остроумен и често с явен сексуален характер. Множество забавни истории, много от които изглежда базирани на действителни народни приказки, с техните обикновени теми за простодушни съпрузи, прелюбодеящи съпруги и умни любовници, както и магическите трансформации, които характеризират целия роман, са включени в основния разказ. Най-дългото от тези включвания е приказката за Купидон и Психея, срещана тук за първи, но не и последен път в западната литература.

### Стил
Стилът на Апулей е иновативен, маниерен, бароков и изобилен, далеч от по-спокойния латински, познат от училищната стая. В увода към своя превод на Златното магаре Джак Линдзи пише:
| „ | Нека хвърлим поглед върху някои детайли от стила на Апулей и ще стане ясно, че английските преводачи не са се опитали да запазят и пренесат и най-малкия оттенък от неговия маниер ... Да вземем например описанието на жената на хлебаря: saeva scaeva virosa ebriosa pervicax pertinax. Натрапчивият сблъсък на римите ни дава половината от смисъла. Цитирам две добре познати версии: „Тя беше крадлива, жестока, проклета, пияна, упорита, негърска, фантасмагорична“. „Тя беше злобна, злонамерена, пристрастена към мъжете и виното, настъпателна и упорита“. А ето и най-новата (от Р. Грейвс): „Тя беше злонамерена, жестока, злобна, развратна, пияна, егоистична, упорита“. Прочетете отново веселите и изразителни доггерели на Апулей и ще видите колко малко от неговото виждане за живота е пренесено на английски език. | “ |

Речникът на Апулей често е ексцентричен и включва някои архаични думи. Въпреки това, SJ Harrison твърди, че някои архаизми на синтаксиса в предавания текст може да са резултат от текстова корупция. 